# Redwood City
Redwood City – miasto w Stanach Zjednoczonych w stanie Kalifornia, siedziba hrabstwa San Mateo. Redwood City jest jednym z przedmieść San Francisco.
Redwood City to miasto gdzie swoją siedzibę mają firmy: Oracle, EA Games (firma tworząca gry komputerowe). W mieście rozwinął się przemysł skórzany.

## Demografia
W 2000 mieszkało 79 000 osób, było 29 870 gospodarstw domowych i 17 902 rodzin. Średnia wieku 35 lat. Na 100 kobiet przypada 100,4 mężczyzn. Średni dochód gospodarstwa domowego w mieście wynosił $72 679 a na rodzinę $82 964. Średni dochód przypadający na mężczyznę $50 345, na kobietę $41 125.
Skład etniczny
- Biali 65,16%,
- Afroamerykanie 4,24%,
- Indianie 1,61%,
- Azjaci 10,31%,
- inne 19%

Grupy wiekowe:
- 0-18 lat: 23,2%
- 18–24 lat: 8,4%
- 25–44 lat: 37,4%
- 44-65 lat: 20,9%
- od 65 wzwyż: 10,2%

## Miasta partnerskie
- Colima, Meksyk
- Zhuhai, Chińska Republika Ludowa
- Annapolis, Stany Zjednoczone
- Aguililla, Meksyk